# Szerelem kiadó (televíziós sorozat)
A Szerelem kiadó (eredeti cím: Kiralık Aşk) egy 2015 és 2017 között vetített főműsoridős török televíziós sorozat, melynek főszereplői Elçin Sangu és Barıs Arduç.
Törökországban 2015. június 19-től 2017. január 20-ig sugározta a Star TV. Magyarországon 2022. január 3-tól szeptember 13-ig sugározta a Super TV2.

## Cselekmény
Amikor Defne bátyja eladósodik és fogságba kerül, Defne kénytelen belemenni egy 6 hónapos szerelmi alkuba. A lánynak az ország legsikeresebb üzletemberének fejét kell elcsavarnia. Ráadásul az a férfi válik a legfontosabb segítőjévé a cél felé vezető úton, akibe valóban szerelmes. A félelmetes kavarodás természetesen szerelmi háromszöggé alakul.

## Szereplők[3]
| Szereplő neve   | Színész(nő)     | Magyar hangja     |
| --------------- | --------------- | ----------------- |
| Defne Topal     | Elçin Sangu     | Ruttkay Laura     |
| Ömer İplikçi    | Barış Arduç     | Szatory Dávid     |
| Yasemin Kayalar | Sinem Öztürk    | Peller Anna       |
| Sinan Karakaya  | Salih Bademci   | Czető Roland      |
| Seda Berensel   | Müjde Uzman     | Pap Katalin       |
| Neriman İplikçi | Nergis Kumbasar | Farkasinszky Edit |
| Necmi İplikçi   | Levent Ülgen    | Jakab Csaba       |
| Türkan          | Hikmet Körmükçü | Rátonyi Hajni     |
| Koray Sargın    | Onur Büyüktopçu | Elek Ferenc       |
| İsmail          | Kerem Fırtına   | Moser Károly      |
| Nihan Topal     | Sanem Yeles     | Molnár Ilona      |
| Serdar Topal    | Osman Akça      | Szabó Máté        |

## Évados áttekintés[3]
| Évad | Évad | Török epizódok száma | Magyar epizódok száma | Eredeti sugárzás     | Eredeti sugárzás | Eredeti sugárzás | Magyar sugárzás      | Magyar sugárzás  | Magyar sugárzás |
| Évad | Évad | Török epizódok száma | Magyar epizódok száma | Évadpremier          | Évadfinálé       | Eredeti adó      | Évadpremier          | Évadfinálé       | Magyar adó      |
| ---- | ---- | -------------------- | --------------------- | -------------------- | ---------------- | ---------------- | -------------------- | ---------------- | --------------- |
|      | 1.   | 52                   | 148                   | 2015. június 19.     | 2016. június 24. |                  | 2022. január 3.      | 2022. június 29. |                 |
|      | 2.   | 17                   | 54                    | 2016. szeptember 23. | 2017. január 20. | 2022. június 30. | 2022. szeptember 13. |                  |                 |